# Запарин, Константин Дмитриевич
Константи́н Дми́триевич Запа́рин (18 [30] мая 1899, Вязовка, Саратовская губерния — 2 октября 1929, разъезд № 86, Дальневосточный край) — командир взвода 2-й стрелковой роты 108-го Белорецкого стрелкового полка 36-й стрелковой дивизии (Забайкальской группы) Особой Дальневосточной армии (ОДВА), участник конфликта на Китайско-Восточной железной дороге (КВЖД), член РКП(б) / ВКП(б) с 1924 года, секретарь партийной ячейки роты ОДВА.

## Биография
Константин Дмитриевич Запарин родился 18 (30) мая 1899 года в селе Вязовка Аткарского уезда Саратовской губернии в семье крестьянина-бедняка. Окончил 3 класса сельской школы, батрачил. После революции состоял в местном комитете бедноты.
В октябре 1918 года вступил в ряды Рабоче-крестьянской Красной армии. Сражался в 1-й конной армии на фронтах против войск А. И. Деникина и Л. Г. Корнилова на Юго-Западном фронте. Был ранен.
В январе 1921 года окончил политические курсы при политотделе Реввоенсовета 10-й армии в Царицыне, отправлен на Дальний Восток. В 1924 году принят в РКП(б).
В 1926 году поступил в Омскую пехотную школу им. М. В. Фрунзе, по окончании которой с 1928 года служил командиром взвода 2-й стрелковой роты 108-го Белорецкого стрелкового полка 36-й стрелковой дивизии (Забайкальская группа ОДВА).

Этот скромный, даже застенчивый, коренастый парень был любимцем 2-й курсантской роты. Казалось, он уже вышел из курсантского возраста — при поступлении в школу ему исполнилось 27 лет. Была семья — жена и двухлетняя дочка. Для 18-летних курсантов он был уже «стариком». Но обаяние его было настолько сильным, его простота, задушевность, умение слушать были так велики, что молодёжь не замечала разницы в возрасте, охотно делилась с ним своими мечтами и радостями, заботами и огорчениями. Простота удачно сочеталась в нём с высокой партийной принципиальностью, непримиримостью к недостаткам. Он решительно боролся с расхлябанностью, зазнайством, с небрежным отношением к воинским обязанностям. И сам стремился учиться как можно лучше. Не случайно коммунисты избрали его секретарём партийной ячейки роты….
Погиб в бою 2 октября 1929 года у разъезда № 86, в районе станций Маньчжурия, Джалайнор и Джалайнорских копей.
Участвовал в ночной разведке боем, подполз к блиндажу (вражеский пулемёт в это время отсёк своим огнём бойцов взвода), швырнул гранату в амбразуру. Пулемёт замолчал, К. Д. Запарин бросился в блиндаж. Был тяжело ранен, попал в плен.

Командир взвода К. Д. Запарин в том бою действовал со взводом на левом фланге отряда. Во время боя он шёл впереди, увлекая своим примером бойцов. Первым он ворвался и во вражеские траншеи. Гранатами уничтожил две огневые точки. Близкий разрыв вражеского снаряда… В суматохе ночного боя никто не заметил этого. Отряд отошёл. А контуженный, тяжело раненный в живот советский командир был схвачен белокитайцами. Узнав из документов, что он является коммунистом, учинили над пленным жестокую расправу.
После полного захвата укреплённого района и капитуляции на китайской территории был обнаружен (слегка прикопан) сильно изуродованный труп К. Д. Запарина.

Спецкомиссия политического отдела корпуса ОДВА (военный журналист Вощин, двое лётчиков, военный врач, фотограф, командир отряда Кавчик): 
В районе станции Маньчжурия найден труп командира взвода, зверски замученного белокитайцами.

Акт медицинской комиссии свидетельствовал: 
Над раненым командиром Красной Армии китайские военные чины произвели зверское глумление. Восемь штыковых ран нанесли ему при жизни, а потом глумились и над мёртвым.
Награждён орденом Красного Знамени в 1930 году (посмертно).

## Пропавшая могила
Вместе с К. Д. Запариным служил кореец Ким Ю Чен. Он также был командиром взвода. Погиб в том же бою. К. Д. Запарин и Ким Ю Чен похоронены в братской могиле на площади ст. Даурия Забайкальского края.
Однако около школы в п. Даурия расположена стела, рядом с которой под мраморными плитами находятся захоронения воинов разных времён. На всех плитах выбиты имена бойцов, кроме одной, где нет имён К. Д. Запарина и Ким Ю Чена, а есть только надпись о том, что здесь покоятся те, кто погиб в боях за КВЖД.
В сборнике ОКДВА (1930) написано, что хоронили героев боёв за КВЖД в Хабаровске, на площади Свободы (ныне площадь им. В. И. Ленина) на пяти лафетах, и ни о какой ст. Даурия речи нет:

С гранитной трибуны, с памятника Ленина, перед открытыми гробами погибших бойцов, в гущу пролетарских масс бросаются огненные слова: «Шапки долой! Знамёна книзу! Наших товарищей несут в могилу!» Горделивый плач оркестров и залповый винтовочный огонь. Снова бойцы несут гробы. Бережно они опускают их в первую братскую могилу на площади Свободы. Быстро растёт холм…
Надгробие братской могилы бойцов Особой Дальневосточной армии было поставлено на государственную охрану 14 февраля 1965 года решением № 65 Хабаровского крайисполкома.
При планировании площади им. В. И. Ленина осенью 1947 года (к 30-летию Октябрьской революции) была убрана ограда могилы.
Дважды могилу теряли. Первый раз в 1949 году при реконструкции площади — тогда потеряли место захоронения.
Архитектор Александр Мамешин (сын автора проекта реконструкции и благоустройства площади Ефима Дмитриевича Мамешина (1913—2000), главного архитектора Хабаровска) вспоминает, что видел фотографию с эскизного архитектурного проекта реконструкции площади (1949 год), где могила входила в комплекс площади. В проекте было указано перезахоронение, так как на месте существовавшей до 1949 года могилы проектировался фонтан и под землёй должны были проходить инженерные коммуникации.
В 1998 году, при реконструкции площади им. В. И. Ленина, памятник демонтировали и хотели перенести останки на городское кладбище. Однако ни под ним, ни в радиусе нескольких метров никаких останков не нашли. Появилось заключение НПЦ по ОПИК № 54 от 20 января 1998 года: «Надгробие не представляет художественной и исторической ценности». По сведениям хабаровского краеведа Анатолия Жукова, в 1949 году бойцов ОДВА с площади Свободы (ныне им. В. И. Ленина) в центре Хабаровска перезахоронили на железнодорожном кладбище ст. Хабаровск II, где в 1965 году, на том месте, построили жилой дом с почтовым отделением 680032 на первом этаже (ул. Школьная, 13), без подвалов, так как строители постоянно натыкались на человеческие кости.
Потерянное при реконструкции площади в 1949 году место захоронения бойцов Особой Дальневосточной армии в Хабаровске установлено в 2015 году с использованием георадарного метода, «могила находится на последнем газоне в северо-восточной части площади».

## Память
Имя К. Д. Запарина носят:

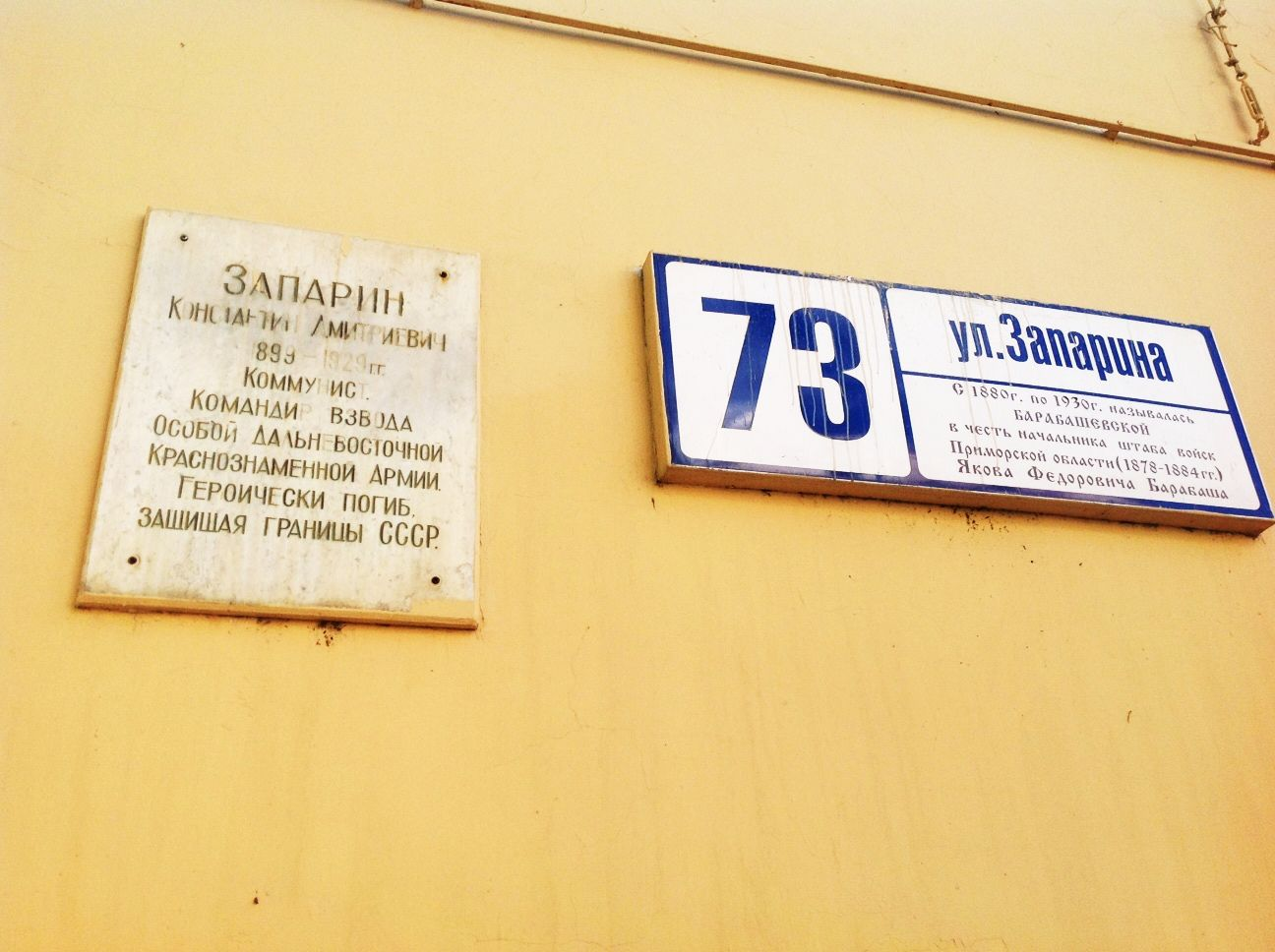
Мемориальная доска Запарину на здании кинотеатра «Гигант» по ул. Запарина, 73 в Хабаровске.

- улицы в Хабаровске (с 1930, бывш. Барабашевская, Центральный район)[3] и селе Чёрный Яр (Астраханская область);
- переулки в Хабаровске и Уссурийске.

17 октября 1972 года на здании кинотеатра «Гигант» в Хабаровске (ул. Запарина, 73) установлена мемориальная доска К. Д. Запарину с текстом:

Запарин Константин Дмитриевич 1899—1929 г. г. Коммунист. Командир взвода Особой Дальневосточной Краснознамённой армии. Героически погиб, защищая границы СССР.

## Воспоминания
- генерал-полковник Павел Иванович Зырянов,
- генерал-майор К. Ф. Кузнецов.

## Комментарии
1. ↑  Ныне — в Еланском районе Волгоградской области.
2. ↑  Ныне — пгт. Забайкальск.
3. ↑  Кореец Ким Ю Чен — командир взвода 7-й стрелковой роты 108-го Белорецкого стрелкового полка 36-й Забайкальской стрелковой дивизии Особой Дальневосточной армии (ОДВА). Родился в 1904 году, в д. Чапигоу Суйфунского района Никольского уезда (центр — город Никольск-Уссурийский, ныне Уссурийск) Владивостокского округа Приморской области. Умер в госпитале от ран 2 октября 1929 года, полученных в бою у разъезда 86-й километр КВЖД. Его именем названа одна из улиц Хабаровска (бывш. Никольская, Центральный район)[8]. Есть вариант написания как Ким Ю Ген.
4. ↑  Здесь же, в военном городке Даурия, похоронен красноармеец белорус Андрей Емельянович Знаменщиков, участник боёв на КВЖД. Родился в 1895 году, в с. Кораблево Надейковической волости Климовичского уезда Могилёвской губернии (ныне Надейковичское сельское поселение Шумячского района Смоленской области России). Служил во 2-м эскадроне 75-го кавалерийского полка 5-й отдельной бригады. Погиб в бою под Чжалайнором 17 ноября 1929 года (Маньчжуро-Чжалайнорская операция 17-20 ноября 1929 г., под командованием Степана Вострецова). Награждён орденом Красного Знамени. В 1930 году в честь него переименовали улицу Семёновскую в Хабаровске[12].
5. ↑  Официально считается, что 16 октября 1929 года в братской могиле на площади Свободы были похоронены пять бойцов, погибших при китайско-советском конфликте. В ходе Сунгарийской операции китайский гарнизон под г. Лахасусу был разбит. Потери советской стороны составили: наводчик станкового пулемёта Гриднев, командир отделения Постников, красноармеец Суслов, курсанты Быков и Воробьёв[14][16]. В 1950 году, после закрытия военного кладбища за железнодорожным вокзалом, к ним подзахоронили останки командира отделения кавполка Петухова и курсанта Циркина, которые погибли в том же 1929 году, защищая от китайцев гарнизон в с. Казакевичево[14][16].